# Josef Hilgers
Josef Hilgers (9 de setembro de 1858 - 25 de janeiro de 1918) foi um jesuíta alemão que escreveu sobre assuntos teológicos e ascéticos. Ele escreveu dois livros sobre a censura papal de livros e outro sobre a natureza das indulgências.

## Vida
Josef Hilgers nasceu em Kückhoven em 9 de setembro de 1858. De 1885 a 1894 lecionou na cidade de Ordrupshoj, Dinamarca. Mais tarde, trabalhou em Roma, Luxemburgo, Valkenburg e, finalmente, na Bonifatiushaus, em Emmerich, onde morreu em 25 de janeiro de 1918.

## Obras (lista parcial)
- Die Kartäuser von London (The Carthusians of London), (1891)
- Bernardino Occhino von Siena (Bernardino Occhino de Siena), (1894)
- Der Index der verbotenen Bücher, (The Index of Forbidden Books), (1904)
- Die Bücherverbote in Papstbriefen. (1907)
- Maria, der Weg zu Christus (Mary, the way to Christ), (1907)
- Das goldene Büchlein für Priester und Volk(The golden book for priests and people),  (1910)
- Die katholische Lehre von den Ablässen und deren geschichtliche Entwicklung (The Catholic doctrine of indulgences and their historical development, (1913)
- Um artigo sobre censura na Itália do século XVI na edição de março de 1911 de Zentralblatt für Bibliothekswesen.